# Manuel Saturnino da Costa
Manuel Saturnino da Costa   (Bolama, 29 de novembre de 1942 - Bissau, 10 de març de 2021) fou un polític de Guinea Bissau que va ser primer ministre de Guinea Bissau del 26 d'octubre de 1994 al 6 de juny de 1997.

## Biografia
Militant durant la guerra d'independència de Guinea Bissau del PAIGC, des de 1977 va estar adscrit al ministeri d'afers exteriors, on va exercir d'ambaixador a Cuba i a l'URSS.
Durant la presidència de João Bernardo Vieira, que havia arribat al poder el 1980 per un cop d'estat, fou nomenat Secretari General del PAIGC. Després de la victòria del PAIGC a les  eleccions parlamentàries de 1994, el president Nino Vieira nomenà Saturnino da Costa, encara secretari general del PAIGC, com a primer ministre el 25 d'octubre de 1994. Saturnino da Costa va formar un, el 18 de novembre, gairebé compost íntegrament per membres del PAIGC, encara que reservà una cartera per al Moviment Bafatá.
Després de l'expulsió del president Nino Vieira el maig de 1999, Saturnino da Costa va ser nomenat president en funcions del PAIGC el 12 de maig de 1999. Francisco Benante fou elegit per substituir-lo com a president del PAIGC en setembre de 1999.
Després que Kumba Ialá va assumir el càrrec de president, el febrer de 2000, Saturnino da Costa va ser detingut, juntament amb l'ex primer ministre Carlos Correia, que l'havia precedit i el va succeir com a primer ministre, i altres quatre ex ministres. Fou acusat d'haver fet, tres anys abans, dues emissions de deute públic sense l'aprovació parlamentària; segons Correia i da Costa, que van ser posats en llibertat sota fiança, els bons estaven destinats a proporcionar fons per al desenvolupament nacional. He was acquitted of embezzlement in June 2003.
A les eleccions legislatives de novembre de 2008 el PAIGC van obtenir una majoria de 67 dels 100 escons en l'Assemblea Nacional Popular, i Saturnino da Costa va ser elegit per a un escó com a candidat del PAIGC a la primera circumscripció, Catio e Como. Després de les eleccions va ser designat com a Ministre de la Presidència del Consell de Ministres el 7 de gener de 2009.
Saturnino da Costa va buscar la nominació com a candidat del PAIGC per a les eleccions presidencials de Guinea Bissau de 2009, però en una votació del 25 d'abril de 2009 el Comitè Central del PAIGC va triar Malam Bacai Sanhá com a candidat del partit. Va ser substituït en el seu càrrec de ministre de la Presidència del Consell de Ministres i destituït del govern el 28 d'octubre de 2009.